# Strahlaxiidae
Famille
Les Strahlaxiidae sont une famille de crustacés décapodes. 

## Liste des genres
Selon World Register of Marine Species (1 novembre 2020) :
- genre Neaxiopsis Sakai & de Saint Laurent, 1989
- genre Neaxius Borradaile, 1903
- genre Strahlaxius Sakai & de Saint Laurent, 1989